# عملیات کارگر مزرعه
لیات کارگر مزرعه (به انگلیسی: Operation Ranch Hand) عملیاتی بود که طی آن در بین سال‌های ۱۹۶۲ تا ۱۹۷۱ حدود ۲۰٬۰۰۰ هواپیمای ارتش آمریکا بر فراز ویتنام پرواز کرده و جنگل‌های بارانی جنوب این کشور را با (بنا بر تخمین‌ها) ۲۰ میلیون گالون آمریکا (معادل ۷۶۰۰۰ متر مکعب) «علف‌کش» شیمیایی موسوم به عامل نارنجی از بین بردند. هدف از عملیات «کارگر مزرعه» نابود کردن درخت‌هایی بود که جدایی‌طلبان ویت‌کنگ در زیر آن‌ها پنهان می‌شدند. 
مناطقی از لائوس و کامبوج نیز (هر چند کمتر از ویتنام) در این عملیات آلوده شدند.

تاثیرات بر سلامتی مردم منطقه
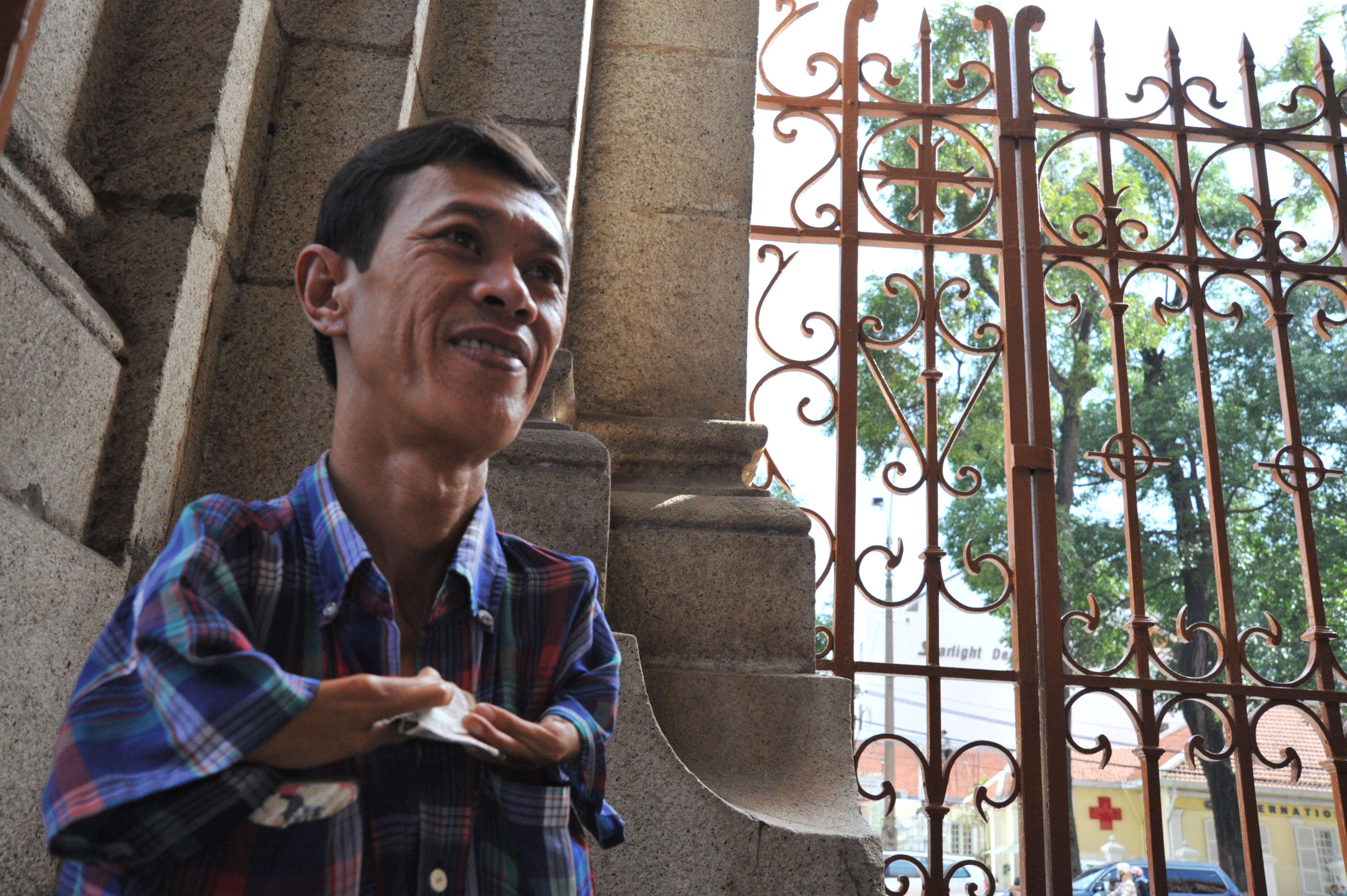
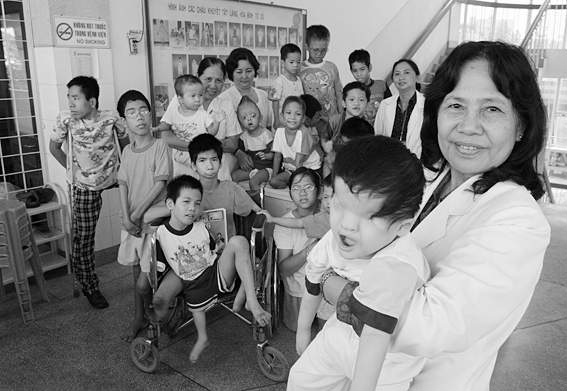